# Hercule Poirot schläft nie
Hercule Poirot schläft nie (Originaltitel Murder in the Mews and Other Stories) ist eine Kurzgeschichtensammlung von Agatha Christie. Sie wurde zuerst im Vereinigten Königreich im Collins Crime Club am 15. März 1937 und im Juni desselben Jahres in den USA bei Dodd, Mead and Company unter dem Titel Dead Man’s Mirror veröffentlicht.
Die Sammlung erschien auf Deutsch erst 1984 im Scherz Verlag (Bern/München/Wien) in der Übersetzung aus dem Englischen von Hella von Brackel und anderen. Die einzelnen Geschichten waren vorher alle schon auf Deutsch erschienen.
Es ermittelt in allen Geschichten Hercule Poirot.

## Die Geschichten

### Poirot riecht den Braten
(Originaltitel Murder in the Mews)

#### Erste Veröffentlichung im Vereinigten Königreich
Murder in the Mews: Dezember 1936 – Woman’s Journal (mit einer gegenüber dem Buch abweichenden Kapiteleinteilung).

#### Deutsche Erstveröffentlichung der Geschichte
1983, in Hercule Poirot bittet zum Galgen, Scherz Verlag (Bern/München/Wien)

#### Verfilmungen
Für die englische Fernsehserie Agatha Christie’s Poirot mit David Suchet als Poirot, Hugh Fraser als Hastings, Philip Jackson als Japp und Pauline Moran als Miss Lemon adaptiert und verfilmt in Staffel 1.
Die Figuren Captain Hastings, Miss Lemon und Inspector Japp kommen in dem Film vor, obwohl sie in der Kurzgeschichte nicht mitspielen.

#### Bezüge zu anderen Werken
Die Motive der Geschichte finden sich bereits in der Kurzgeschichte Stille vor dem Sturm von 1923.
Poirot spricht über Sherlock Holmes und „den kuriosen Unfall eines Hundes in der Nacht“, ein Bezug zur Kurzgeschichte Silver Blaze.

### Der unglaubliche Diebstahl der Bomberpläne
(Originaltitel The Incredible Theft)

#### Erste Veröffentlichung im Vereinigten Königreich
The Incredible Theft: April 1937 – Daily Express.

#### Deutsche Erstveröffentlichung der Geschichte
1983, in Hercule Poirot bittet zum Galgen, Scherz Verlag (Bern/München/Wien)

#### Verfilmungen
Für die englische Fernsehserie Agatha Christie’s Poirot mit David Suchet als Poirot, Hugh Fraser als Hastings, Philip Jackson als Japp und Pauline Moran als Miss Lemon adaptiert und verfilmt in Staffel 1.
Die Figuren Captain Hastings, Miss Lemon und Inspector Japp kommen in dem Film vor, obwohl sie in der Kurzgeschichte nicht mitspielen.

#### Bezüge zu anderen Werken
Die Geschichte ist eine fast wörtliche Überarbeitung der Geschichte Die U-Boot-Pläne von 1923.

### Auch Pünktlichkeit kann töten
(Originaltitel Dead Man’s Mirror)

#### Erste Veröffentlichung im Vereinigten Königreich
Dead Man’s Mirror: 1937–???

#### Deutsche Erstveröffentlichung der Geschichte
1977, in Auch Pünktlichkeit kann töten, einzig berechtigte Übertragung aus dem Englischen von Maria Meinert und Peter Naujack Scherz Verlag (Bern/München/Wien)

#### Verfilmungen
Für die englische Fernsehserie Agatha Christie’s Poirot mit David Suchet als Poirot, Hugh Fraser als Hastings, Philip Jackson als Japp und Pauline Moran als Miss Lemon adaptiert und verfilmt in Staffel 5.
Die Figuren Captain Hastings, Miss Lemon und Inspector Japp kommen in dem Film vor, obwohl sie in der Kurzgeschichte nicht mitspielen.

#### Bezüge zu anderen Werken
Die Geschichte ist eine erweiterte Version der bisher nicht ins Deutsche übersetzten Kurzgeschichte The Second Gong von 1932.
Hier hat Mr. Satterthwaite einen kurzen Auftritt, indem er vom „Krähennest“ erzählt, ein Bezug zu Nikotin.

### Urlaub in Rhodos
(Originaltitel Triangle at Rhodes)

#### Erste Veröffentlichung im Vereinigten Königreich
Triangle at Rhodes: Februar 1936 – The Strand Magazine Ausgabe 545 (unter dem Titel Poirot and the Triangle at Rhodes).

#### Deutsche Erstveröffentlichung der Geschichte
1983, in Hercule Poirot bittet zum Galgen, Scherz Verlag (Bern/München/Wien)

#### Verfilmungen
Für die englische Fernsehserie Agatha Christie’s Poirot mit David Suchet als Poirot, Hugh Fraser als Hastings, Philip Jackson als Japp und Pauline Moran als Miss Lemon adaptiert und verfilmt in Staffel 1.

#### Bezüge zu anderen Werken
Die Geschichte hat in den Motiven große Ähnlichkeit mit Das Böse unter der Sonne: eine schöne Frau flirtet mit einem jungen Mann und wird dann getötet.

## Die amerikanische Version des Buches
In Amerika erschien die Sammlung ohne die Geschichte The Incredible Theft.

## Die deutsche Version des Buches
Im deutschlandsprachigen Raum erschien die Sammlung ohne die Geschichte Auch Pünktlichkeit kann töten (Originaltitel Dead Man’s Mirror).
Dafür enthält die deutsche Sammlung die Geschichte Ein Indiz zuviel (Originaltitel The double Clue) aus der englischen Sammlung Poirot’s Early Cases. (Siehe Sammlung Poirots erste Fälle.)

## Wichtige Ausgaben der Sammlung
- März 1937, Murder in the Mews and Other Stories, Collins Crime Club (London)
- Juni 1937, Dead Man’s Mirror, Dodd Mead and Company (New York)
- 1984, Hercule Poirot schläft nie, Scherz Verlag (Bern/München/Wien) (deutsche Erstausgabe in leicht modifizierter Zusammenstellung)